# 황상 (고려)
황상(黃裳)은 고려 후기의 무신이다. 본관은 의창(義昌)으로 현재의 창원 황씨이다. 아버지는 문하시랑 동중서문하평장사 회산군(門下侍郎同中書門下平章事檜山君) 황석기(黃石奇)이다.

## 생애
충혜왕 때 호군이 되었다. 1362년 공민왕 때 홍건적이 쳐들어오자 왕을 모시고 피란하였다. 이어 강원도 도만호가 되어 안우 등과 함께 서울을 다시 탈환하는 데 공을 세워 1등 공신이 되었다. 그 후 여러 벼슬을 거친 후, 1377년 우왕 때 서강 도원수로서 왜구를 막는 데 공을 세웠다. 무예에 뛰어나고 용맹스러워 여러 왕의 사랑을 받았다.
원나라 순제도 그의 무술에 찬탄하였다고 한다. 황제가 황상을 불러 "팔이 어떻게 생겼길래 활을 잘 쏘냐?"며 황상의 팔을 직접 만져보기도 하였다. 노년이 되어 젊은 이성계와 활쏘기 대결을 하였는데, 50발까지는 팽팽했으나 50발이 넘어가니 황상이 체력이 떨어져 화살이 빗나가 버렸다. 나이를 고려하면 무승부를 거두었다.

## 가계
- 아버지 : 황석기(黃石奇)
- 어머니 : 미상
  - 무신 : 황상(黃裳)
  - 부인 : 미상

## 같이 보기
- 동산재

## 참고 문헌
- 이 문서에는 다음커뮤니케이션(현 카카오)에서 GFDL 또는 CC-SA 라이선스로 배포한 글로벌 세계대백과사전의 내용을 기초로 작성된 글이 포함되어 있습니다.

1. ↑  임, 용한 (2021년 11월 23일). “‘명궁 DNA’의 한계[임용한의 전쟁사]〈188〉”. 《임용한의 전쟁사》 (동아일보). 2022년 3월 20일에 확인함.